# Nokona coracodes
Nokona coracodes is een vlinder uit de familie wespvlinders (Sesiidae), onderfamilie Sesiinae.
De wetenschappelijke naam van de soort werd voor het eerst geldig gepubliceerd door Turner in 1922. De soort wordt wel in het ondergeslacht Nokona geplaatst.
Deze soort komt voor in het Australaziatisch gebied.